# Aurora Snow
Aurora Snow (Santa María, California; 26 de noviembre de 1981) es una actriz pornográfica retirada estadounidense.

## Biografía
Aurora nació y se crio entre Santa María, California y Albuquerque, Nuevo México.
Aurora, una tímida y excelente estudiante, se matriculó en la Universidad de California para estudiar arte dramático. Cuando llevaba un año en la universidad, respondió a un anuncio en un periódico que pedía modelos de desnudos. A partir de ese momento, cuando contaba con dieciocho años de edad, decidió dedicarse al porno mientras continuaba con sus estudios. Más tarde, cambió de carrera a Económicas.

## Carrera profesional

### Carrera en la industria pornográfica (2000-2013)
A pesar de querer ser actriz porno, Aurora era muy inexperta sexualmente. Al principio rodaba mayoritariamente escenas de género gonzo, pero pasado un tiempo cambió el gonzo por las películas feature con trama. Al igual que otras actrices porno de su estilo tales como Gauge, Taylor Rain, Michelle Barrett, Kagney Linn Karter o Jenna Haze, es célebre por sus extremas escenas anales y por su participación en escenas hardcore muy duras.
Ha dirigido algunas películas y además es presentadora de un programa de televisión en Playboy TV.
Durante los últimos años Aurora Snow ha participado en más de 300 producciones pornográficas y se ha convertido en una enormemente conocida estrella porno. Además ganó uno de los premios más prestigioso de la industria del porno en 2003, el premio AVN a la Artista Femenina del año.
Su nombre de actriz pornográfica es una combinación de sus dos personajes favoritos de Disney, la Princesa Aurora (de la Bella Durmiente) y Snow (por Blancanieves, en inglés Snow White).
En el año 2013 anunció su retiro del mundo pornográfico por su hijo recién nacido tras 14 años de carrera.